# Néstor Otero
Néstor William Otero Carvajal (Cali, 18 de septiembre de 1955) conocido como «El Matemático Otero», es un licenciado en matemáticas y entrenador de fútbol colombiano. Actualmente es el director general de las divisiones menores del Deportes Quindío y Boca Juniors de Cali.
De acuerdo con la Dimayor, Otero es el entrenador con más equipos dirigidos en la Primera División de Colombia. Entre 1999 y 2017 comando a trece clubes, sumando 602 juegos.

## Plano personal

### Familiar
Uno de sus tres hijos es Alexander Otero, quien se ha desempeñado como presidente de los equipos de fútbol profesional Centauros Villavicencio, Universitario de Popayán y Boca Juniors de Cali.

### Formación  académica
Otero es licenciado en matemáticas de la Universidad Santiago de Cali. Antes de dedicarse al fútbol, fue profesor de matemáticas en el Colegio Berchmans de Cali y, por esta razón, recibe el apodo de "el matemático". Posteriormente, estudió tecnología en fútbol en la Escuela Nacional del Deporte, y su primera experiencia como entrenador fue en la escuela de fútbol Boca Juniors de Cali.

## Trayectoria
Debutó como Entrenador en la Temporada 1999 en el Deportes Tolima, dirigiendo los últimos cinco partidos de la campaña en los que obtuvo buenos resultados. Cabe destacar que en esta misma campaña había sido asistente técnico de Tucho Ortíz, Chiqui García y Diego Umaña. Ya en la Temporada 2000 mantuvo la regularidad, y clasificó el vinotinto y oro al cuadrangular final que definió el campeón del año; ocupando el tercer lugar. Sin embargo, un día antes de comenzar la pretemporada del Campeonato colombiano 2001 fue sorpresivamente despedido por parte del Senador Camargo (dueño del Tolima) y en su lugar llegó Miguel Augusto Prince.
Para el segundo semestre de 2001, Otero, asumió el mando técnico del Deportivo Cali. Sin embargo, renunció una vez finalizado el campeonato, al quedar sin posibilidad de disputar el título y no conseguir un cupo a torneos internacionales.
Su segunda etapa como timonel del conjunto verdiblanco, en el Torneo Finalización 2007, tampoco resultó positiva; pues no clasificó a la ronda semifinal.
En 2002, llegó a dirigir al club Deportivo Pasto. Lo calificó a la fase semifinal del Torneo Apertura, y compitió por el título en el Torneo Finalización. Además el Matemático logró clasificar el equipo, por primera vez en su historia, a un certamen continental. No obstante, en la temporada 2003, el rendimiento de los volcánicos no fue satisfactorio; ni en el ámbito nacional, ni internacional: en Copa Sudamericana. Ello propició la no continuidad de Otero en el cargo.
En su segundo ciclo al frente del equipo, en 2005, no clasificó a los cuadrangulares semifinales de ambos torneos. Dejó el equipo.
Para el Torneo Finalización 2006, el Matemático tomó las riendas del Atlético Huila, y lo condujo a semifinales. Mas en el Torneo Apertura 2007, llegó aún más lejos, y obtuvo el subcampeonato. Sin embargo, abandonó el puesto poco tiempo después por diferencias con la dirigencia del club.
En 2011 regresó a dirigir al cuadro opita; y lo calificó a la fase semifinal del Torneo Apertura 2012. Pero renunció al cargo en el siguiente semestre por la pobre campaña.
A partir de diciembre de 2007, y por dos años, Otero asumió la dirección técnica del Deportes Quindío. En su paso por la escuadra cafetera, destaca su actuación en el Torneo Apertura 2008, en el cual, obtuvo un cupo en semifinales. No obstante, durante 2009, la comprometida situación en la tabla del descenso llevó a su salida de la institución.
En junio de 2010, el Matemático es contratado por Independiente Santa Fe. Y lo guio hasta octavos de final de la Copa Sudamericana, y las semifinales del Torneo Finalización. Pero fue despedido del club en marzo de 2011 por los malos resultados.
Más adelante, para la temporada 2013, arribó al banquillo técnico de La Equidad. De su gestión en el equipo asegurador, destaca su clasificación a los cuartos de final del Torneo Apertura 2014. Sin embargo, fue licenciado del equipo unos meses después, por ocupar el último lugar del campeonato.
Su próximo reto será Rionegro Águilas Doradas, equipo que Otero condujo hasta cuartos de final del Torneo Apertura 2016. Pese a este logro, renunció a su puesto por desacuerdos con la directiva del club. No obstante, es vinculado nuevamente al cabo de  un breve tiempo; pero renunció definitivamente en abril de 2017 por la mala campaña.
El Matemático también ha dirigido a los equipos: Deportivo Pereira, Real Cartagena,  Cortuluá, Cúcuta Deportivo y Deportivo Llacuabamba de Perú. Sin éxito.
Actualmente no dirige ningún equipo.

## Clubes

### Como formador
| Club                 | País     | Año |
| -------------------- | -------- | --- |
| Boca Juniors de Cali | Colombia | ?   |
| Selección Valle      | Colombia | ?   |

### Como asistente técnico
| Equipo                     | AT de:        | Periodo            | Periodo               |
| Equipo                     | AT de:        | Desde              | Hasta                 |
| -------------------------- | ------------- | ------------------ | --------------------- |
| Deportes Tolima · Colombia | Tucho Ortíz   | 4 de enero de 1999 | 30 de octubre de 1999 |
| Deportes Tolima · Colombia | Chiqui García | 4 de enero de 1999 | 30 de octubre de 1999 |
| Deportes Tolima · Colombia | Diego Umaña   | 4 de enero de 1999 | 30 de octubre de 1999 |

### Como entrenador
| País     | Club                  | Periodo                  | Periodo                  |
| País     | Club                  | Desde                    | Hasta                    |
| -------- | --------------------- | ------------------------ | ------------------------ |
| Colombia | Deportes Tolima       | 31 de octubre de 1999    | 4 de enero de 2001       |
| Colombia | Deportivo Cali        | 5 de agosto de 2001      | 12 de diciembre de 2001  |
| Colombia | Deportivo Pasto       | 26 de febrero de 2002    | 3 de septiembre de 2003  |
| Colombia | Deportivo Pereira     | ¿? de 2004               | 29 de agosto de 2004     |
| Colombia | Deportivo Pasto       | 30 de noviembre de 2004  | 6 de noviembre de 2005   |
| Colombia | Real Cartagena        | 30 de diciembre de 2005  | 28 de febrero de 2006    |
| Colombia | Atlético Huila        | 18 de mayo de 2006       | 29 de agosto de 2007     |
| Colombia | Deportivo Cali        | 3 de septiembre de 2007  | 14 de noviembre de 2007  |
| Colombia | Deportes Quindío      | 26 de diciembre de 2007  | 23 de octubre de 2009    |
| Colombia | Cúcuta Deportivo      | 20 de noviembre de 2009  | 5 de abril de 2010       |
| Colombia | Santa Fe              | 8 de junio de 2010       | 23 de marzo de 2011      |
| Colombia | Atlético Huila        | 25 de mayo de 2011       | 11 de septiembre de 2012 |
| Colombia | La Equidad            | 21 de diciembre de 2012  | 2 de septiembre de 2014  |
| Colombia | Águilas Doradas       | 29 de septiembre de 2015 | 13 de junio de 2016      |
| Colombia | Águilas Doradas       | 23 de agosto de 2016     | 17 de abril de 2017      |
| Colombia | Cortuluá              | 30 de mayo de 2017       | 28 de noviembre de 2017  |
| Perú     | Deportivo Llacuabamba | 4 de marzo de 2020       | 27 de septiembre de 2020 |

## Estadísticas como entrenador
| Competición              | Partidos Dirigidos |
| ------------------------ | ------------------ |
| Primera División         | 602                |
| Primera División         | 7                  |
| Copa Colombia            | 66                 |
| Copa Sudamericana        | 15                 |
| Total Partidos Dirigidos | 690                |